# روبرت إف. إنجر
روبرت إف. إنجر (بالإنجليزية: Robert Frederick Inger)‏ هو عالم زواحف وعالم حيوانات أمريكي، ولد في 10 سبتمبر 1920 في سانت لويس في الولايات المتحدة، وتوفي في 12 أبريل 2019.